# Szachtar Rutczenkowe
Szachtar Rutczenkowe (ukr. Футбольний клуб «Шахтар» Рутченкове, Futbolnyj Kłub "Szachtar" Rutczenkowe) – ukraiński klub piłkarski z siedzibą w Rutczenkowe (obecnie dzielnica Doniecka).

## Historia
Chronologia nazw:
- 193?—1941: Szachta nr 30 Rutczenkowe (ukr. «Шахта №30» Рутченкове)
- 1946—19??: Stachanoweć Rutczenkowe (ukr. «Стахановець» Рутченкове)
- 19??—1960: Szachtar Rutczenkowe (ukr. «Шахтар» Рутченкове)

Drużyna piłkarska Szachta nr 30 Rutczenkowe została założona w mieście Rutczenkowe w latach 30. XX wieku i reprezentowała miejscową kopalnię węgla. W 1938 klub debiutował w rozgrywkach Pucharu ZSRR. W 1946 klub pod nazwą Stachanoweć Rutczenkowe debiutował w Trzeciej Grupie, wschodniej strefie ukraińskiej Mistrzostw ZSRR. Potem zmienił nazwę na Szachtar Rutczenkowe i występował w rozgrywkach mistrzostw i Pucharu obwodu donieckiego. W 1960 klub połączył się z Awanhardem Żdanow, tworząc Azowstal Żdanow.

## Sukcesy
- Trzecia Grupa, wschodnia strefa ukraińska:

10 miejsce: 1946
- Puchar ZSRR:

1/256 finału: 1938